# Vol Delta Air Lines 1080
Le vol Delta Air Lines 1080 était un vol intérieur régulier notable pour l'incident survenu le 12 avril 1977, lors de l'étape du vol entre San Diego et Los Angeles, en Californie. À l'insu de l'équipage, la gouverne de profondeur gauche du Lockheed L-1011 TriStar s'est bloquée en position complètement relevée. Cela a conduit l'avion à cabrer de manière agressive et à faire perdre rapidement de la vitesse et presque entrer en décrochage. 
La force de tangage, impossible à surmonter en poussant complètement le manche de commande vers le bas, a été contrecarrée en réduisant la poussée sur les moteurs sous les aile de l'avion, mais pas sur le moteur installé dans la queue. La poussée différentielle, ainsi que le déplacement de tous les passagers aussi loin que possible vers l'avant dans la cabine, ont fait piquer le nez de l'appareil et ont permis aux pilotes d'atterrir en toute sécurité,, 55 minutes après le début de l'incident.

## Contexte

### Avion
L'aéronef assurant ce vol est un Lockheed L-1011-385-1 TriStar âgé de seulement deux ans et immatriculé N707DA. Il a été livré neuf à Delta Air Lines le 24 mai 1974. Au moment de l'accident, cet avion gros-porteur, équipé de trois moteurs Rolls-Royce RB.211, totalise prés de 5 000 heures de vol.

### Équipage
Le commandant de bord est Jack McMahan (56 ans), qui totalise 23 000 heures de vol, dont 2 000 heures sur TriStar. Le copilote, Wilbur Radford (34 ans), cumule 10 000 heures de vol, dont 1 500 heures sur TriStar, et l'ingénieur de vol Steven Heidt (30 ans), compte 5 000 de vol à son actif, mais seulement 500 heures sur TriStar. Il y a également huit agents de bord présents dans la cabine de l'avion.

## Enquête
L'enquête du Conseil national de la sécurité des transports (NTSB) a démontré que la pressurisation et la dépressurisation du L-1011 pendant les cycles de vol avaient introduit de l'humidité à l'intérieur d'un mécanisme de roulement, le corrodant fortement et le bloquant lors d'une vérification de routine des gouvernes avant le décollage. 
La FAA a émis une consigne de navigabilité d'urgence demandant aux compagnies aériennes de faire une vérification du roulement. Cette vérification n'a cependant pas été suffisante pour empêcher le décollage avec une gouverne de profondeur bloquée et un incident similaire sur un autre Tristar survenue deux mois plus tard. La FAA a alors rendu obligatoire pour les équipages d'inspecter les gouvernes avant chaque décollage,. 

## Conséquences
À la suite de cet incident, Lockheed a repensé les systèmes du compensateur pour qu'ils soient redondants en cas de défaillance des roulements, ainsi que l'ajout d'un joint étanche au roulement et d'un déflecteur pour réduire la quantité d'eau en contact avec la pièce. Lockheed a également modifié le manuel du pilote pour améliorer les procédures d'assistance au contrôle de l'axe de tangage. La FAA a en outre rendu obligatoire pour les pilotes d'être informés de ces changements.

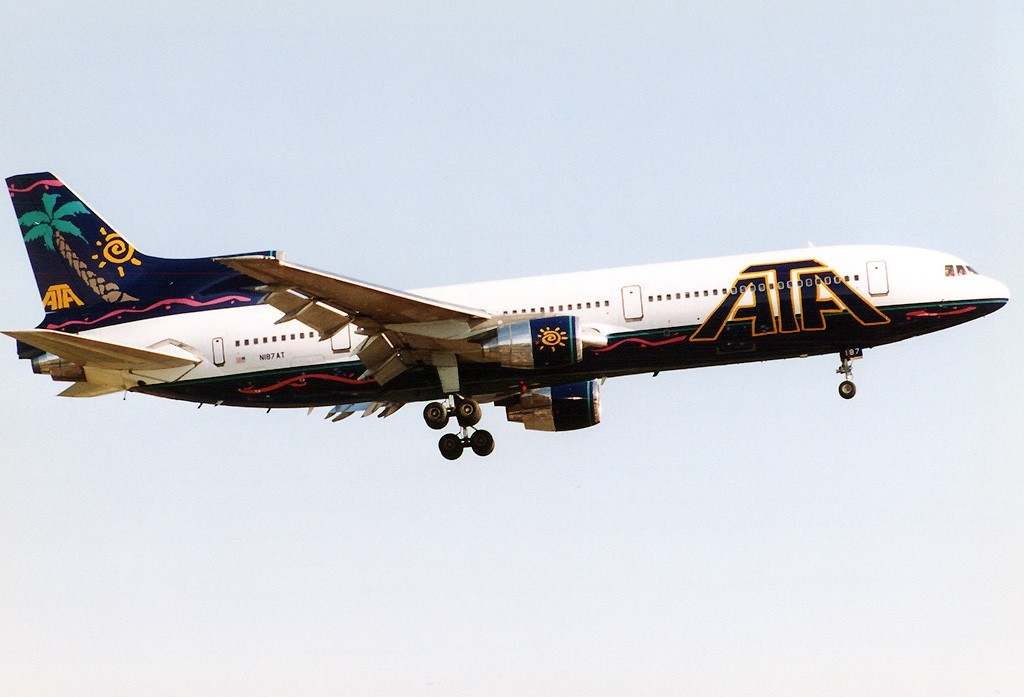
Le Tristar impliqué dans l'incident, photographié en 1996, après son rachat par American Trans Air.

Pour son habileté à faire atterrir son appareil, le commandant de bord Jack McMahan a reçu le Distinguished Service Award (en) de la FAA. L'avion a été réparé et a continué à voler pour Delta Air Lines jusqu'en 1985. Il a ensuite été vendu à American Trans Air, puis finalement mis hors service en 2002.